# Port lotniczy Irbil
Port lotniczy Irbil (IATA: EBL, ICAO: ORER) – międzynarodowy port lotniczy położony 6 km na północny zachód od Irbilu, w Kurdystanie, w Iraku. 

## Linie lotnicze i połączenia
| Linia lotnicza       | Kierunek |
| -------------------- | --- |
| Aegean Airlines      | 1. Ateny (od 23 lutego 2025) |
| Air Arabia           | 1. Szardża |
| AJet                 | 1. Stambuł-Sabiha Gökçen |
| Austrian Airlines    | 1. Wiedeń |
| Cham Wings Airlines  | 1. Aleppo (zawieszone) 2. Damaszek (zawieszone) |
| Egyptair             | 1. Kair |
| Eurowings            | 1. Berlin 2. Kolonia/Bonn (od 7 maja 2025) 3. Düsseldorf 4. Hamburg 5. Stuttgart |
| Fly Baghdad          | 1. Aleppo (zawieszone) 2. Bagdad (zawieszone) 3. Damaszek (zawieszone) 4. Medyna (zawieszone)                                                                                                |
| Flydubai             | 1. Dubaj |
| FlyErbil             | 1. Amsterdam 2. Baku 3. Bejrut 4. Berlin 5. Kolonia/Bonn 6. Kopenhaga 7. Damaszek (zawieszone) 8. Dubaj 9. Düsseldorf 10. Frankfurt 11. Hanower 12. Stambuł 13. Londyn-Gatwick 14. Monachium |
| Iraqi Airways        | 1. Amman 2. Ankara 3. Bagdad 4. Baku 5. Basra 6. Berlin 7. Kair 8. Kopenhaga 9. Dubaj 10. Düsseldorf 11. Frankfurt 12. Stambuł 13. Monachium 14. Nadżaf 15. Sulajmanijja                     |
| Mahan Air            | 1. Teheran-Imam Khomeini |
| Middle East Airlines | 1. Bejrut |
| Pegasus Airlines     | 1. Stambuł-Sabiha Gökçen |
| Qatar Airways        | 1. Doha |
| Royal Jordanian      | 1. Amman |
| SunExpress           | Sezonowo: 1. Antalya |
| Turkish Airlines     | 1. Stambuł |
| Wizz Air             | 1. Abu Zabi |